# Alejandro Apud (Eishockeyspieler)
Alejandro Apud de la Fuente (* 12. September 2001 in Mexiko-Stadt) ist ein mexikanischer Eishockeyspieler, der seit 2023 für die Mannschaft der Robert Morris University, die Robert Morris Colonials, in der American Collegiate Hockey Association spielt.

## Karriere
Alejandro Apud begann seine Karriere in den Vereinigten Staaten, wo er für unterklassige Nachwuchsteams spielte. Dabei wurde er 2018 mit den DYHA Jr. Sun Devils U16-Staatsmeister von Arizona. Von 2019 bis 2021 spielte er zudem für die Connecticut Chiefs in der Eastern Hockey League und wurde 2020 in das All-Academic-Team der Liga gewählt. 2021 wechselte er für ein Jahr nach Kanada, kehrte aber 2022 zur Aufnahme eines Studiums in die USA zurück und spielt seither für die Mannschaft der Robert Morris University, die Robert Morris Colonials, in der American Collegiate Hockey Association.

### International
Für die mexikanischen Junioren nahm Apud an den Weltmeisterschaften der U18-Junioren 2018 in der Division III und der U20-Junioren 2019 in der Division II teil.
Mit der Herren-Nationalmannschaft seines Landes nahm Apud erstmals an der Weltmeisterschaft der Division II 2022 teil. Dort spielte er auch 2023. Nach dem Abstieg 2023 spielte er 2024 in der Division III.

## Erfolge und Auszeichnungen
- 2018 U16-Staatsmeister von Arizona mit den DYHA Jr. Sun Devils
- 2020 All-Academic-Team der Eastern Hockey League